# 1-氟萘
1-氟萘（英语：1-Fluornaphthalene）是一种有机氟化合物，来自萘衍生物和氟代芳烃。它的化学式是C
10H
7F。

## 合成
1-氟萘可以通过萘与氟试剂反应获得。

## 性质
1-氟萘是一种无色可燃液体，不溶于水。

## 应用
1-氟萘用于叔丁基锂介导的6-取代菲啶的合成。它还用于合成LY248686，一种有效的血清素和去甲肾上腺素摄取抑制剂。
1-氟萘还用作安装在火星科学实验室好奇号探测器罐中的有机检查材料的组分。它用于校准火星样本分析设备套件，是一种合成有机化合物，在地球自然界中未发现，预计不会在火星上出现。